# Marçal Tupã'i
Marçal de Souza Tupã'i (Mato Grosso do Sul, Brasil, 24 de diciembre de 1920 - Mato Grosso do Sul, Brasil, 25 de noviembre de 1983) fue un líder indígena brasileño del pueblo mby'a o mbya guaraníes (en Paraguay) o nhandeva. Nacido en el estado de Mato Grosso do Sul, Marçal fue uno de los principales defensores de los derechos de los pueblos indígenas en Brasil durante la segunda mitad del siglo XX.
Marçal luchó por la demarcación de las tierras indígenas y la preservación de la cultura y la lengua del pueblo mby'a, que estaban en peligro de extinción debido a la ocupación de sus tierras ancestrales y la asimilación forzada en la sociedad brasileña.
Fue reconocido como líder y portavoz de los mby'a y se convirtió en un símbolo de la resistencia indígena en Brasil. Sin embargo, también fue víctima de la violencia y la represión, y fue asesinado en 1983 por oponerse a la explotación de las tierras indígenas por parte de terratenientes y empresas en el estado de Mato Grosso do Sul.